# FBD 424.001
Die 424.001 war eine Tenderlokomotive der Lokalbahn Friedland–Bila (Místní dráha Frýdlant–Bílá; FBD).

## Geschichte
Die 424.001 wurde 1924 von První Česko-moravská (PČM) in Prag mit der Fabriknummer 950 gebaut. Konstruktiv basierte sie auf der gleichzeitig gebauten ČSD-Baureihe 423.0, allerdings besaß sie keine Laufachsen. Die Radsätze, der Feuerraum, die Dampfzylinder und viele andere Teile der Maschine waren identisch.
Im Betrieb zeigte sie, dass die Achsfolge 1´D1´ der Reihe 323.0 geeigneter war, dass die 424.001 aber trotzdem ihre Anforderungen erfüllen konnte. Nach der Verstaatlichung der FBD kam sie 1946 noch in den Bestand der Tschechoslowakischen Staatsbahnen (ČSD), wo sie die Nummer 424.101 erhielt. Im Jahr 1949 wurde sie in Olomouc ausgemustert und an einen Industriebetrieb in Spišská Nová Ves verkaufft.